# Cuisine sierraléonaise
La cuisine de la Sierra Leone se réfère à la cuisine et aux traditions culinaires de la Sierra Leone. Entre autres, on trouve dans cette cuisine le pain de manioc, des recettes de poisson frit ou encore une soupe à base de gombo. 

## Présentation
Les ragoûts constituent un pan fondamental de la cuisine de Sierra Leone ; un ragoût à base d'arachide étant même considéré comme le plat national.
Les feuilles de manioc constituent un ingrédient important en Sierra Leone, en particulier chez les Sherbro. Pour les préparer, les feuilles sont d'abord lavées, puis pilées à l'aide de mortier et pilon. Elles sont ensuite finement râpées avant cuisson. Ces feuilles entrent également dans la composition d'un type de ragoût appelé sauce palabre.

## Sélection de plats

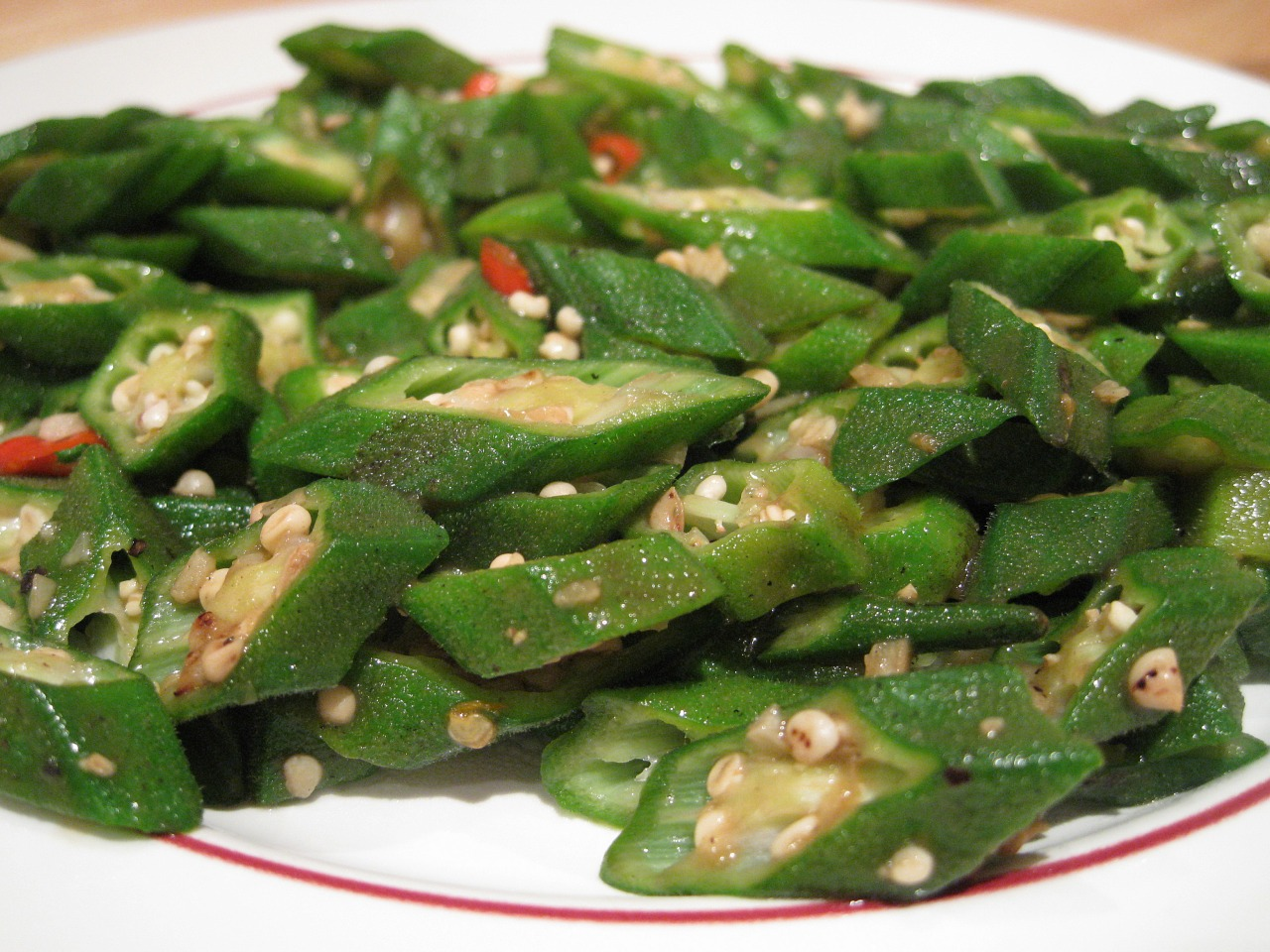
Sauté de gombos
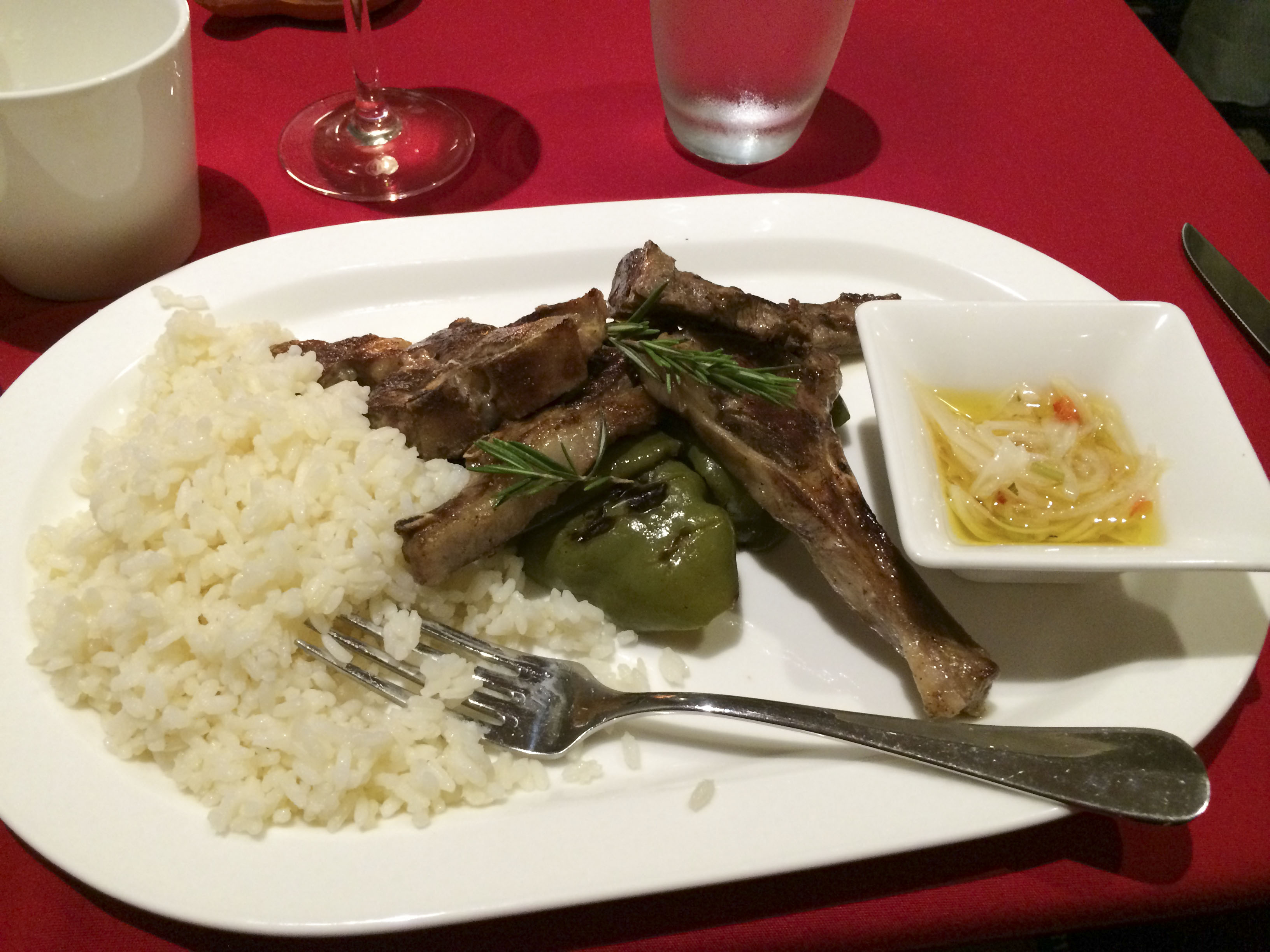
Riz et agneau
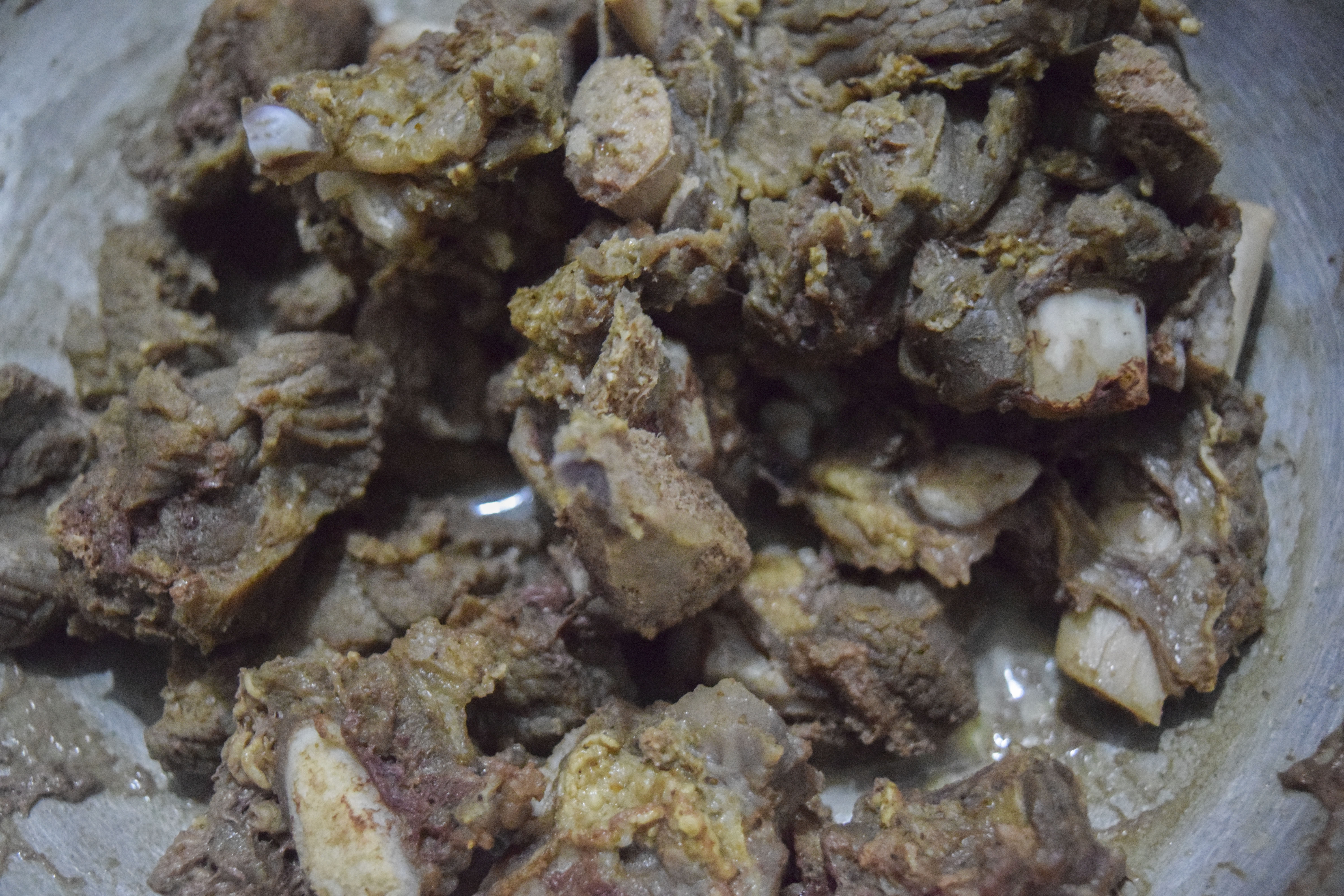
Bœuf bouilli
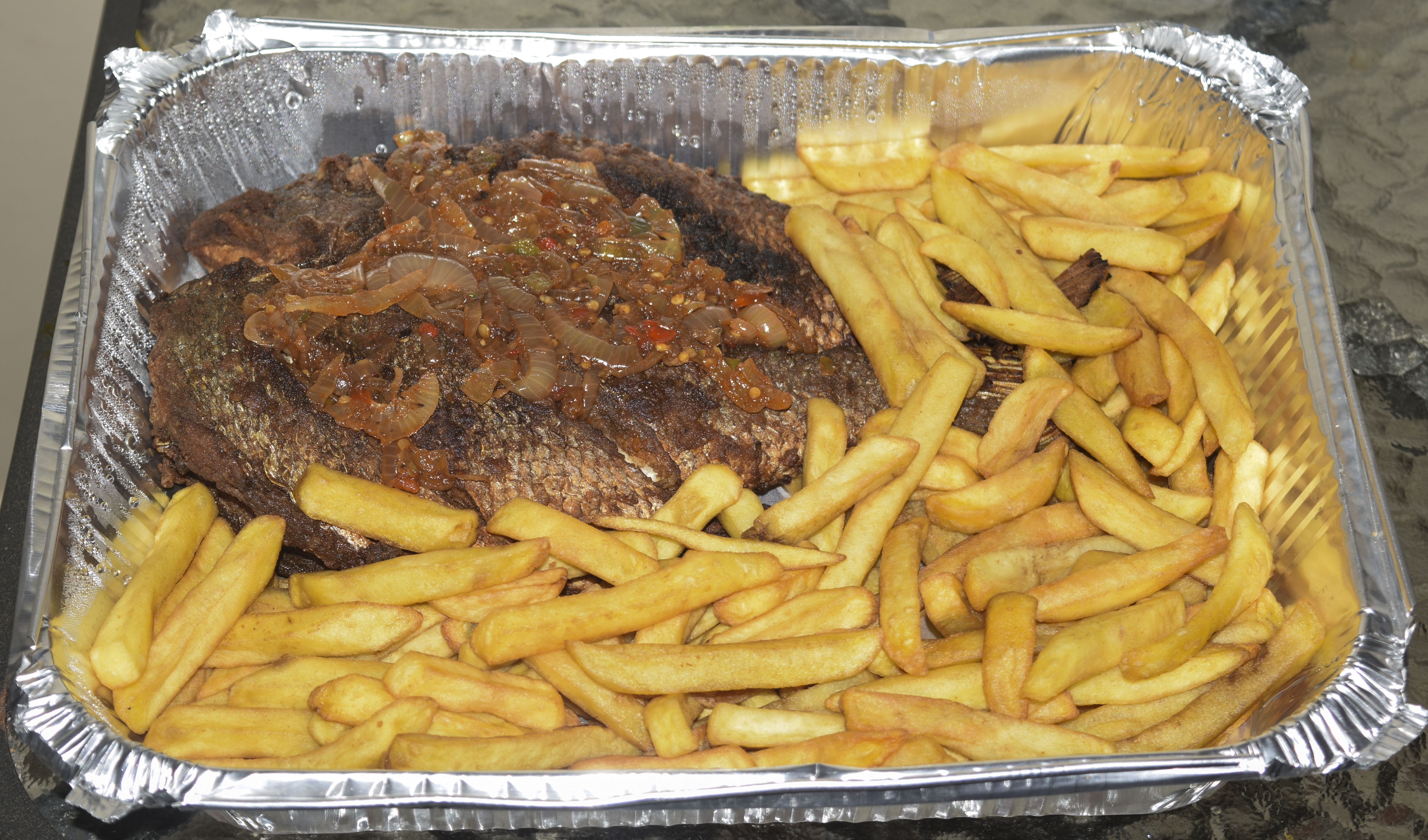
Poisson et frites avec sauce au poivre
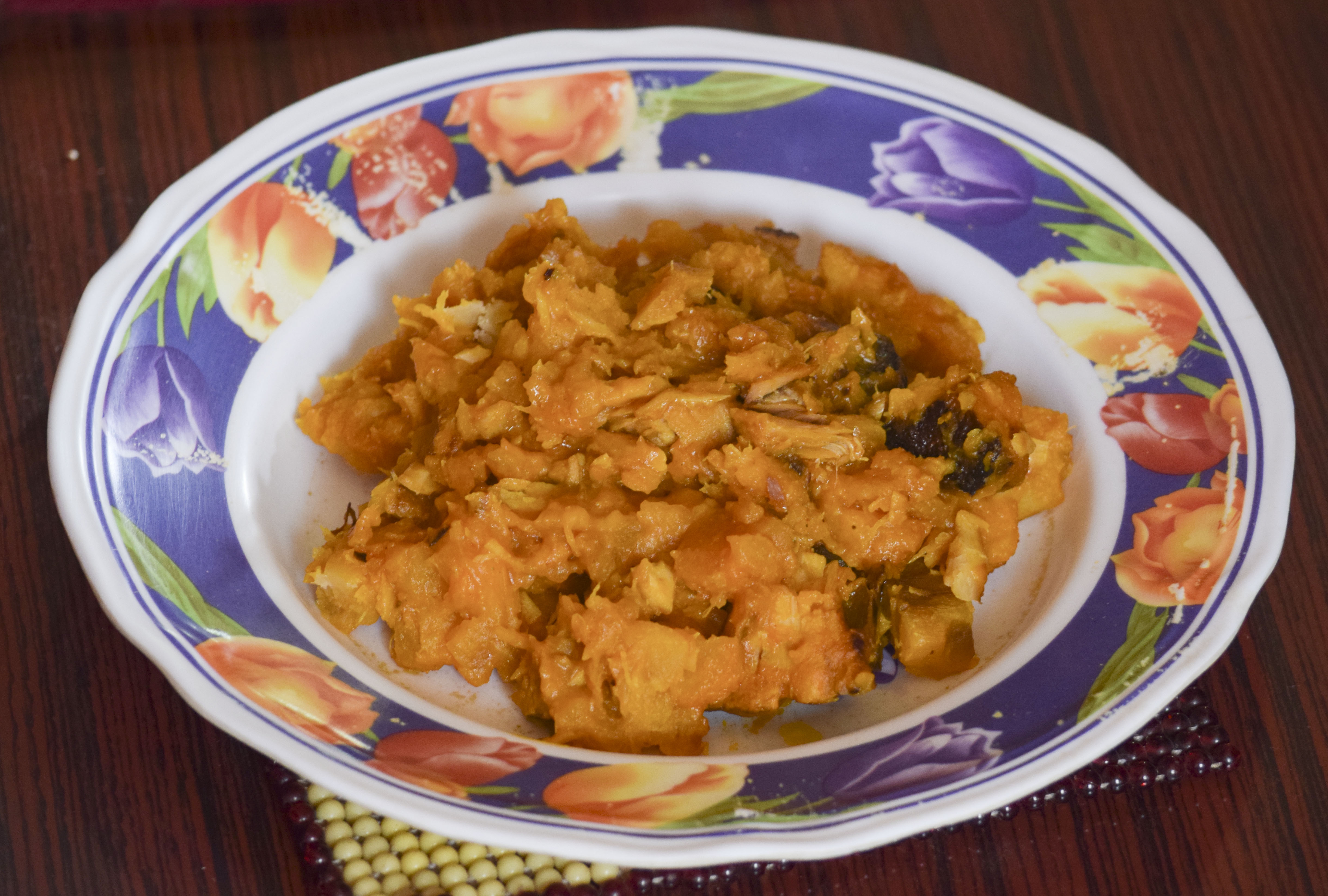
Ebeh (igname et pommes de terre)

## Boissons
La bière de gingembre est une boisson non-alcoolisée fabriquée de façon artisanale en Sierra Leone. Fabriquée à base de gingembre, elle est adoucie par l'ajout de sucre, de clou de girofle ou de jus de lime.